# Тегеранский музей современного искусства
Тегеранский музей современного искусства (перс. موزه هنرهای معاصر تهران‎) — музей современного искусства в Тегеране, расположенный по адресу — Парк Лале. Является одним из крупнейших художественных музеев в Азии. Собрание состоит из более трёх тысяч предметов и включает коллекции европейского и американского искусства XIX—XX веков: картины, гравюры, рисунки и скульптуру, а также одну из самых больших коллекций иранского современного искусства.

## История
Музей был основан императрицей Фарах в 1977 году. Его коллекции являются самым большим и ценным собранием современного западного искусства за пределами стран Европы и Северной Америки.
Здание музея было построено по проекту иранского архитектора Камрана Диба, использовавшего при создании проекта элементы традиционной персидской архитектуры. Музей построили рядом с парком Лале и открыли в 1977 году. При строительстве использовали только местные материалы, которые подходят для местного климата. Само здание представляет собой образец современного искусства. Музейный комплекс состоит из нескольких зданий, связанных друг с другом небольшими закрытыми переходами. Большая часть территории музея находится под землей. Верхняя часть музея напоминает барханы в пустынях.
В саду рядом с музеем экспонируются скульптуры Макса Эрнста, Альберто Джакометти, Рене Магритта, Генри Мура и Парвиза Танаволи.

## Экспозиция
После Иранской революции 1979 года в течение двадцати лет коллекции западного искусства музея не экспонировались и хранились в запасниках. Первая выставка, на которой были представлены работы Хокни, Лихтенштейна, Раушенберга и Уорхола, состоялась в 1999 году. В настоящее время некоторые картины из коллекций западного искусства ежегодно экспонируются в музее в течение нескольких недель, но из-за консервативной позиции иранского правительства, большая часть собрания к демонстрации запрещена.
Наиболее ценные коллекции современного западного искусства были приобретены для музея Дэвидом Гэллоуэем и Донной Стейн по поручению императрицы Фарах. Художественные фонды музея оцениваются экспертами примерно в два с половиной миллиарда британских фунтов. В музее также проходят выставки работ современных иранских художников Табатабаи, Сепехри и Моассеса.
Среди иранских художников в музее работы Маркоса Григоряна, Мортеза Катузияна, Мохаммада Али Тараггиджаха, Хабиболлы Садеги, Мансуре Хоссейни, Хосрова Хассанзаде.   

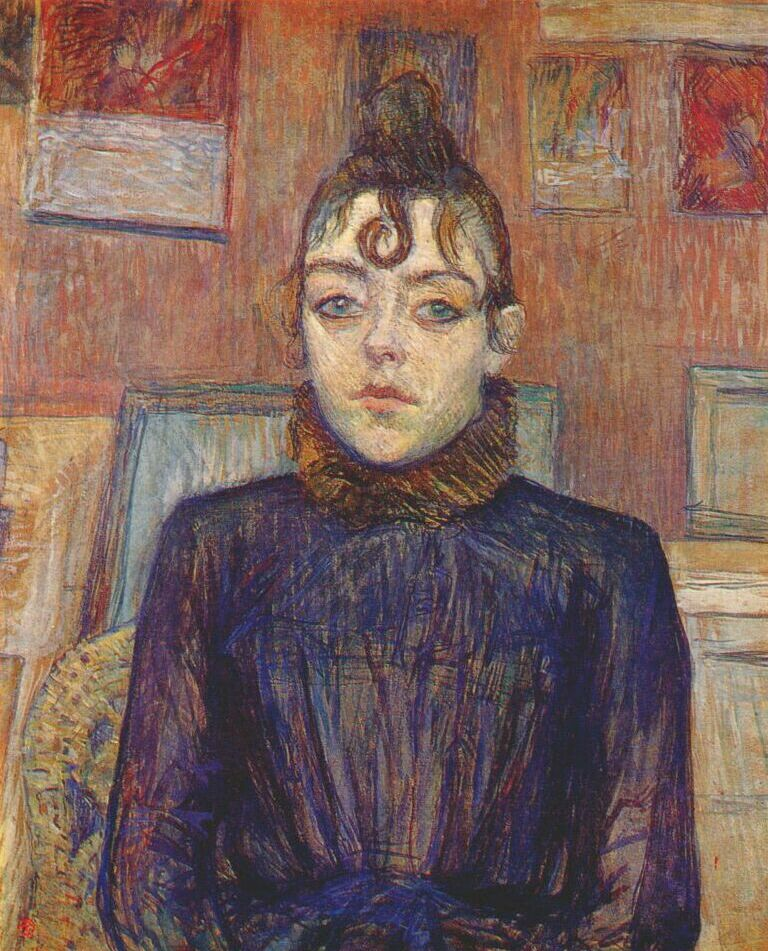
Тулуз-Лотрек. «Девушка с локоном» (1889)
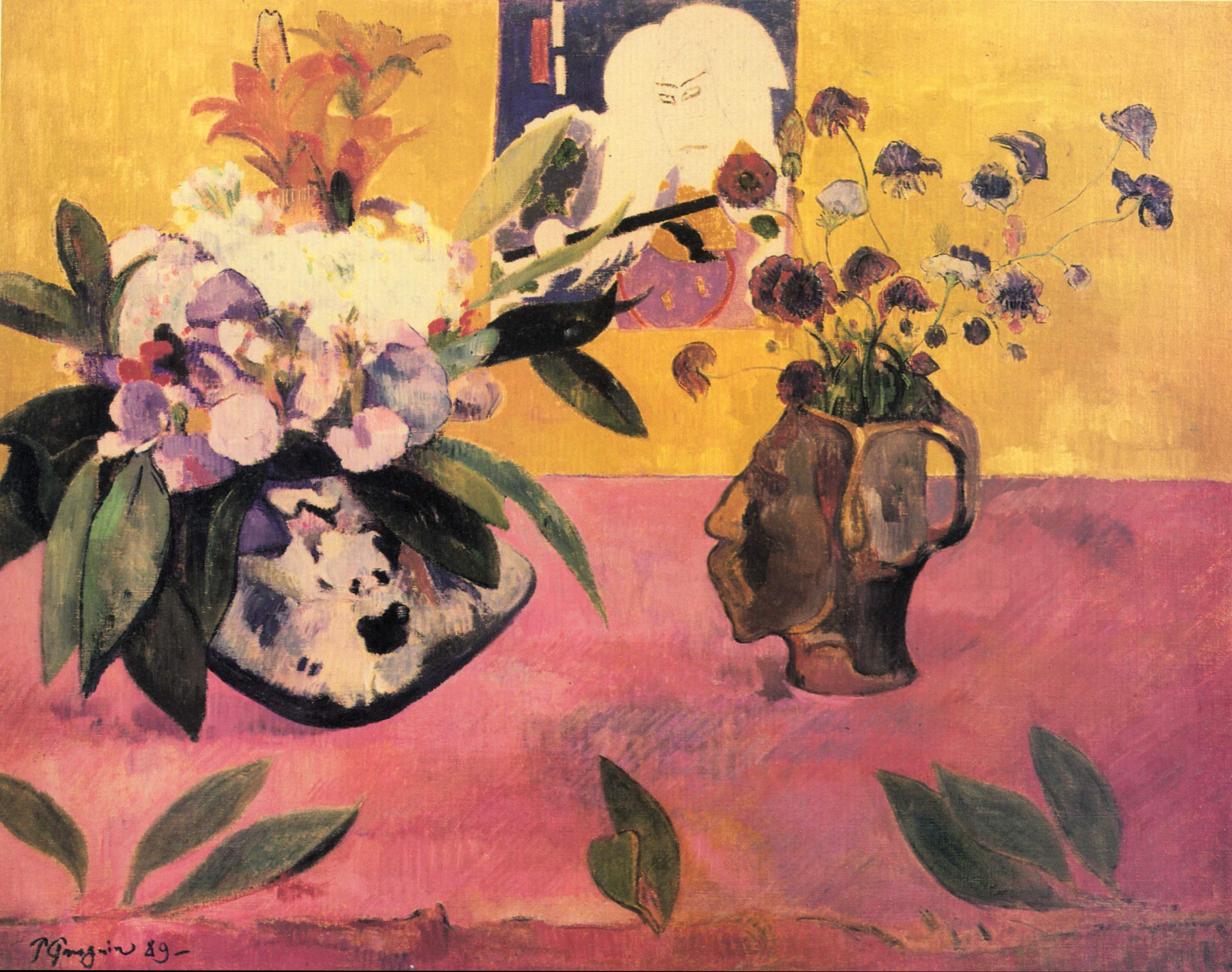
Гоген. «Натюрморт с японской гравюрой» (1889)
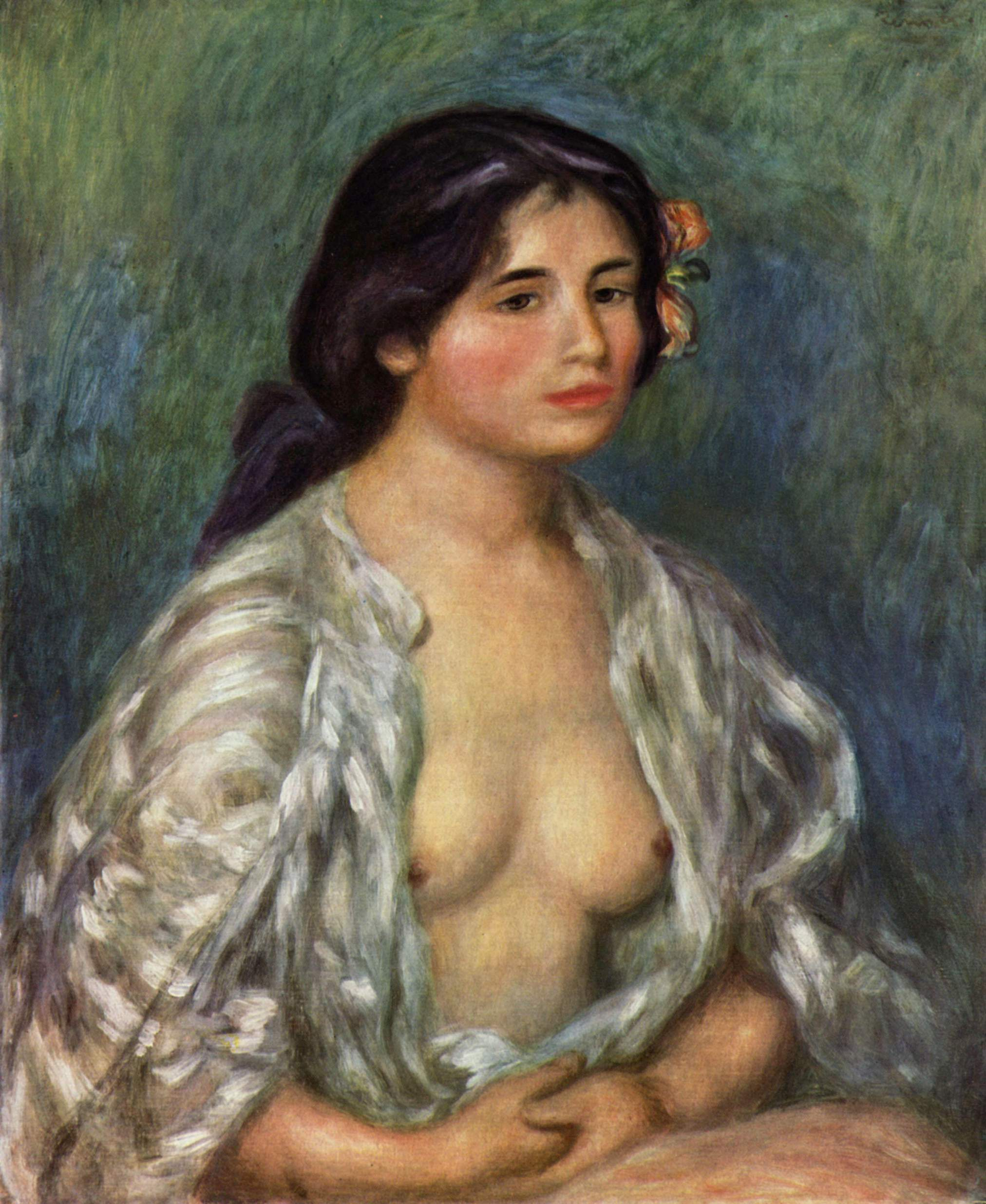
Ренуар. «Габриэль в расстёгнутой кофте» (ок. 1907)